# Sommer-Paralympics 1972/Teilnehmer (Brasilien)
| stlisierte Goldmedaille | stlisierte Silbermedaille | stlisierte Bronzemedaille |
| ----------------------- | ------------------------- | ------------------------- |
| —                       | —                         | —                         |

Brasilien entsandte neun Athleten zu den Sommer-Paralympics 1972 in Heidelberg. Es war die erste Teilnahme des Landes an paralympischen Spielen.
Die brasilianischen Athleten traten in drei Sportarten an:
- Bogenschießen (ein Mann)
- Leichtathletik (sieben Männer)
- Schwimmen (ein Mann)

Medaillen konnten sie dabei keine gewinnen.